# José Antonio Bandrés Salvador
José Antonio Bandrés Salvador (Vilafermosa, Alt Millars, 25 d'octubre de 1937) és un economista i expolític valencià, diputat en la primera legislatura de les Corts Valencianes.

## Trajectòria
Llicenciat en medicina, treballà com a adjunt de medicina preventiva a la Residència del Sagrat Cor de Castelló. Fins a 1980 fou director general de Seguretat Social de la Conselleria de Sanitat i Seguretat Social del Consell del País Valencià. Havia estat membre del comitè executiu de la UCD de Castelló, i marxà al Partit Demòcrata Popular quan Landelino Lavilla Alsina decidí que UCD i AP no anessin en coalició a les eleccions generals espanyoles de 1982.
A les eleccions municipals espanyoles de 1983 fou elegit regidor de Ludiente per la coalició AP-PDP-UV, però renuncià al càrrec quan fou elegit diputat per la circumscripció de Castelló a les eleccions a les Corts Valencianes de 1983. Ha estat vocal de les comissions de Política Social i Ocupació i de Peticions de les Corts Valencianes. El 22 d'octubre de 1986, com a militant del Partit Demòcrata Popular, passà al grup mixt.